# Острика
Връх Острика е планински първенец на планина Царичка с 1671 метра надморска височина. Намира се на границата между България и Сърбия.
Достъпа до върха е силно ограничен, тъй като върхът попада в граничната ивица и посещението му следва да се съблюдава с местните гранични власти.
Изходен пункт е с. Драгойчинци, община Трекляно.